# Chabuata rectilinea
Chabuata rectilinea är en fjärilsart som beskrevs av George Francis Hampson 1903. Chabuata rectilinea ingår i släktet Chabuata och familjen nattflyn. Inga underarter finns listade i Catalogue of Life.